# Wright County, Missouri
Wright County är ett administrativt område i delstaten Missouri, USA, med 18 815 invånare. Den administrativa huvudorten (county seat) är Hartville.

## Geografi
Enligt United States Census Bureau har countyt en total area på 1 769 km². 1 767 km² av den arean är land och 3 km² är vatten.

### Angränsande countyn
- Laclede County - norr
- Texas County - öst
- Douglas County - söder
- Webster County - väst

### Orter
- Hartville (huvudort)
- Mansfield
- Mountain Grove (delvis i Texas County)
- Norwood